# رحمان نبی‌اف
رحمان نبی‌اف (به تاجیکی: Раҳмон Набиев) دبیر اول حزب کمونیست تاجیکستان شوروی و دومین رئیس‌جمهور تاجیکستان در سال ۱۹۹۱ میلادی بود. او در سال ۱۹۹۳ بر اثر حملهٔ قلبی درگذشت.

## زندگی
رحمان نبی‌اف در پنجم اکتبر سال ۱۹۳۰ در دهکده شیخ‌برهانی در ناحیه خجند که امروزه ناحیه غفوروف نامیده می‌شود و در استان سغد قرار دارد، در خانواده‌ای دهقان چشم به جهان گشود. وی فعالیت کاری خود را در سال ۱۹۴۶ آغاز کرد. 

## فعالیت سیاسی
نبی‌اف در سال ۱۹۶۱ آغاز به کارهای حزبی کرد. در آغاز به عنوان معاون اجرایی شعبه و بعداً به عنوان مدیر شعبه کمیته مرکزی حزب کمونیستی تاجیکستان شوروی انتخاب شد. 
از سال ۱۹۷۱ تا ۱۹۷۳ وزیر کشاورزی و از سال ۱۹۷۳ تا ۱۹۸۲ رییس شورای وزیران جمهوری شوروی سوسیالیستی تاجیکستان بود. در سال ۱۹۹۱ به عنوان رییس شورای عالی انتخاب شد. 

### ریاست جمهوری
پس از استقلال تاجیکستان از شوروی با کسب ۵۶٪ آرا پیروز نخستین انتخابات این کشور شد. برخی از مخالفان وی، او را به تقلب در انتخابات متهم می‌کنند.

### جنگ داخلی
در سال ۱۹۹۲ تاجیکستان دچار جنگ داخلی شد. طی این جنگ درگیری‌های سیاسی شدت گرفت. در برنامه‌ای تلویزیونی صفرعلی کنجااف، محمدایاز نوجوانف وزیر کشور را به انجام کارهای غیرقانونی متهم می‌کند. هواداران وزیر کشور در روزی دیگر به تظاهرات پرداخته خواهان عذرخواهی کنجااف شدند. قوه‌های کشور پس از پیوستن به این اعتراضات، استعفای کنجااف را مطرح کردند. در پی، این اعتراضات به آشوب کشیده شد و مردم مسلح شدند. مرادالله شیرعلی‌زاده، سردبیر روزنامه آزادی نخستین قربانی این جنگ شد. پس از کشته شدن شیرعلی‌زاده، ثبات کشور به کلی بر هم خورد. مخالفان رحمان نبی‌اف سرانجام او را ناگزیر به تأسیس حکومت مصالحه ملی کردند.
در برخی منطقه‌های تاجیکستان مردم این حکومت نوپا را غیرقانونی دانسته علیه آن به مبارزه خاستند. در هفتم سپتامبر ۱۹۹۲ در فرودگاه دوشنبه گروهی مسلح رحمان نبی‌اف را ناچار به استعفا دادن از ریاست‌جمهوری کردند. نبی‌اف پس از این رویداد دیگر هرگز به عرصه سیاست برنگشت. 
رحمان نبی‌اف بعدها از امامعلی رحمان اعلام پشتیبانی کرد. 

## درگذشت
رحمان نبی‌اف در یازدهم آوریل سال ۱۹۹۳ در خانه خود در خجند درگذشت. اگرچه منابع رسمی علت مرگ او را حمله قلبی اعلام کردند، برخی کارشناسان و پژوهشگران به مرگ او مشکوکند.

## بزرگداشت
یکی از خیابان‌های شهر دوشنبه به نام او مزین است.